# St Georges Association Football Club
Il St Georges Association Football Club è una società calcistica di Douglas, Isola di Man. Milita nella Division Two, la seconda divisione del campionato nazionale. Ha vinto il titolo nazionale 14 volte e la Manx Fa Cup 8 volte.

## Storia
Fondato nel 1919, il club ha vinto il titolo nazionale nella stagione 1990-91, si è classificato secondo nel 1992-93 vincendo nuovamente il titolo nelle stagioni 1993-94 e 1994-95. Nel 2002-03 ha perso la finale di Manx Fa Cup. Nella stagione 2003-04 vinsero nuovamente il titolo nazionale, replicandolo anche nella stagione seguente. Vinsero anche la Manx Fa Cup battendo in finale il Laxey A.F.C. per 3-0 e la Railway Cup battendo in finale il Marown A.F.C. per 7-0. Persero, però, la finale di Hospital Cup. La stagione seguente arrivarono secondi in campionato e perse le finali di  Railway Cup e di Hospital Cup, tutti e tre conclusi con la vittoria dell'Laxey A.F.C.. Con quest'ultimo perse anche la finale di Charity Shield. Nel 2006-07 il club vinse nuovamente il campionato e la Charity Shield. Il 24 marzo 2008 vinse la Manx Fa Cup battendo il Peel A.F.C. in finale per 3-0 al “the Bowl stadium” di Douglas. Nel 2007-08 vinse il titolo nazionale.

## Palmarès

### Prima squadra

#### Campionato
- Division One champions (9): 1956–57, 1960–61, 1961–62, 1991–92, 1993–94, 1994–95, 2003–04, 2004–05, 2006–07
- Premier League Champions (5): 2007–08, 2008–09, 2010–11, 2011–12, 2012-13

#### Coppe
- Manx FA Cup (8): 1928–29, 1946–47, 1954–55, 1956–57, 2004–05, 2007–08[8], 2009–10[10], 2011–12
- Hospital Cup (6): 1991–92, 1993–94, 2007–2008, 2008–09, 2010-2011, 2011–12
- Railway Cup (6): 1989–90, 1990–91, 2004–05, 2010–11, 2011–12, 2012-13
- Charity Shield (5): 2004–05, 2006–07, 2010–11, 2011–12, 2012-13

### Squadra riserve

#### Coppe
- Junior Cup (4): 1990–91, 1992–93, 2002–03, 2010–11

### Individuali

#### Giocatore dell'anno
- John Myers – 2002–03
- Chris Bass Jnr – 2003–04
- John Myers – 2004–05
- Calum Morrissey – 2005–06
- Chris Bass Jnr – 2007–08
- Sean Quaye – 2008–09